# Nathan Weiss
Nathan Weiss (Nathan Weiß, ur. 8 maja 1851 w Gross-Meseritsch, zm. 13 września 1883 w Wiedniu) – austriacki lekarz, neurolog i elektroterapeuta.

## Życiorys
Nathan Weiss urodził się jako syn nauczyciela Talmudu Isaaca Hirscha Weissa (1815–1905). Studiował medycynę w Wiedniu, w 1874 otrzymał tytuł doktora medycyny. Specjalizował się później w II Klinice Uniwersyteckiej (II Medizinische Universitätsklinik) od 1874 do 1877, w 1878 został sekundariuszem (Sekundararzt) IV oddziału Szpitala Wiedeńskiego (IV Medizinischen Abrteilung des Allgemeinen Krankenhauses Wien). W 1879 habilitował się z medycyny wewnętrznej i został Privatdozentem w 1883 roku. Jako Privatdozent objął kierownictwo samodzielnej poradni chorób nerwowych i gabinetu elektroterapii w Wiener Allgemeines Krankenhaus, jednak zaledwie kilka miesięcy po objęciu tego stanowiska, niedługo po ślubie (dziesięć dni po powrocie z miesiąca miodowego), powiesił się w publicznej łaźni. Przyjacielem Weissa był Sigmund Freud; który 16 września 1883 roku w liście do Marthy Bernays przedstawił swoją analizę czynu Weissa, upatrując w samobójstwie przyjaciela winy jego ojca, traktującego syna surowo i brutalnie. Śmierć Weissa spowodowała wakat w klinice neurologicznej, a stanowisko po nim objął właśnie Freud.

## Dorobek naukowy
Nie później niż w 1881 roku zaobserwował związek przyczynowy między usunięciem wola a tężyczką; objaw znany dziś jako objaw Chvostka dawniej określany był również jako "objaw Weissa". Prowadził też jako jeden z pierwszych systematyczne badania sekcyjne jąder podstawy, rdzenia kręgowego i rdzenia przedłużonego, wykrywając zmiany w rogach przednich rdzenia i jądrach ruchowych rdzenia przedłużonego.

## Wybrane prace
- Über Tetanie. [Volkmanns] Sammlung klinischer Vorträge (1881)